# Discografia di Moby
La discografia di Moby, musicista statunitense in attività dal 1986, si compone di diciassette album in studio, sei album di remix, dieci raccolte, quattro EP, un album dal vivo e numerosi singoli.

## Album

### Album in studio
| Anno                                                                                       | Titolo                                                                                                   | Classifiche | Classifiche | Classifiche | Classifiche | Classifiche | Classifiche | Classifiche | Classifiche | Classifiche | Classifiche |
| Anno                                                                                       | Titolo                                                                                                   | US          | AUS         | AUT         | BEL (FL)    | BEL (WA)    | FRA         | GER         | NLD         | SWI         | UK          |
| ------------------------------------------------------------------------------------------ | --- | ----------- | ----------- | ----------- | ----------- | ----------- | ----------- | ----------- | ----------- | ----------- | ----------- |
| 1992                                                                                       | Moby - Pubblicazione: 27 luglio 1992 - Etichetta: Instinct                                               | —           | —           | —           | —           | —           | —           | —           | —           | —           | —           |
| 1993                                                                                       | Ambient - Pubblicazione: 17 agosto 1993 - Etichetta: Instinct                                            | —           | —           | —           | —           | —           | —           | —           | —           | —           | —           |
| 1995                                                                                       | Everything Is Wrong - Pubblicazione: 14 marzo 1995 - Etichetta: Mute, Elektra                            | —           | —           | —           | —           | —           | —           | 69          | 43          | —           | 21          |
| 1996                                                                                       | Animal Rights - Pubblicazione: 23 settembre 1996 - Etichetta: Mute, Elektra                              | —           | —           | —           | 41          | —           | —           | —           | —           | —           | 38          |
| 1999                                                                                       | Play - Pubblicazione: 17 marzo 1999 - Etichetta: Mute, V2                                                | 38          | 1           | 7           | 3           | 4           | 1           | 21          | 5           | 12          | 1           |
| 2002                                                                                       | 18 - Pubblicazione: 14 maggio 2002 - Etichetta: Mute, V2                                                 | 4           | 1           | 1           | 1           | 2           | 1           | 1           | 2           | 1           | 1           |
| 2005                                                                                       | Hotel - Pubblicazione: 14 marzo 2005 - Etichetta: Mute                                                   | 28          | 10          | 2           | 3           | 2           | 2           | 3           | 2           | 1           | 8           |
| 2008                                                                                       | Last Night - Pubblicazione: 29 marzo 2008 - Etichetta: Mute                                              | 27          | 20          | 4           | 2           | 19          | 12          | 10          | 22          | 6           | 28          |
| 2009                                                                                       | Wait for Me - Pubblicazione: 30 giugno 2009 - Etichetta: Mute, Little Idiot                              | 22          | 50          | 15          | 2           | 2           | 5           | 18          | 16          | 4           | 44          |
| 2011                                                                                       | Destroyed - Pubblicazione: 13 maggio 2011 - Etichetta: Mute, Little Idiot                                | 69          | —           | 27          | 6           | 8           | 19          | 10          | 14          | 7           | 35          |
| 2013                                                                                       | Innocents - Pubblicazione: 1º ottobre 2013 - Etichetta: Mute, Little Idiot                               | 66          | 35          | 16          | 7           | 5           | 18          | 22          | 25          | 11          | 35          |
| 2016                                                                                       | Long Ambients 1: Calm, Sleep. - Pubblicazione: 25 febbraio 2016 - Etichetta: Mute, Little Idiot          | —           | —           | —           | —           | —           | —           | —           | —           | —           | —           |
| 2016                                                                                       | These Systems Are Failing - Pubblicazione: 14 ottobre 2016 - Etichetta: Mute, Little Idiot               | —           | —           | —           | 46          | 39          | 63          | —           | —           | 75          | —           |
| 2017                                                                                       | More Fast Songs About the Apocalypse - Pubblicazione: 12 giugno 2017 - Etichetta: Mute, Little Idiot     | —           | —           | —           | —           | —           | —           | —           | —           | —           | —           |
| 2018                                                                                       | Everything Was Beautiful, and Nothing Hurt - Pubblicazione: 2 marzo 2018 - Etichetta: Mute, Little Idiot | —           | —           | —           | —           | —           | —           | —           | —           | —           | —           |
| 2019                                                                                       | Long Ambients 2 - Pubblicazione: 15 marzo 2019 - Etichetta: Little Idiot                                 | —           | —           | —           | —           | —           | —           | —           | —           | —           | —           |
| 2020                                                                                       | All Visible Objects - Pubblicazione: 15 maggio 2020 - Etichetta: Little Idiot                            | —           | —           | —           | —           | —           | —           | —           | —           | —           | —           |
| 2020                                                                                       | Live Ambient Improvised Recordings Vol. 1 - Pubblicazione: 24 dicembre 2020 - Etichetta: Little Idiot    | —           | —           | —           | —           | —           | —           | —           | —           | —           | —           |
| 2021                                                                                       | Reprise - Pubblicazione: 28 maggio 2021 - Etichetta: Deutsche Grammophon                                 | —           | —           | —           | —           | —           | —           | —           | —           | —           | —           |
| 2023                                                                                       | Ambient 23 - Pubblicazione: 1º gennaio 2023 - Etichetta: Mobyambient                                     | —           | —           | —           | —           | —           | —           | —           | —           | —           | —           |
| "—" indica che l'album non è riuscito ad entrare nella classifica di un determinato Paese. | |             |             |             |             |             |             |             |             |             |             |

### Album di remix
- 1996 – Everything Is Wrong
- 2007 – Go - The Very Best of Moby: Remixed
- 2008 – Last Night Remixed
- 2009 – Wait for Me. Ambient
- 2010 – Wait for Me. Remixes!
- 2012 – Destroyed Remixed

### Album dal vivo
- 2011 – iTunes Festival: London 2011
- 2018 – Everything Was Beautiful, and Nothing Hurt (The EastWest Sessions)

### Raccolte
- 1991 – Instinct Dance (come Moby/Barracuda/Brainstorm/Voodoo Child)
- 1993 – Early Underground
- 1996 – Rare: The Collected B-Sides 1989-1993
- 1997 – I Like to Score
- 2000 – Songs 1993-1998
- 2000 – Play: The B Sides
- 2003 – 18 B Sides + DVD
- 2006 – Go - The Very Best of Moby
- 2008 – A Night in NYC

## Extended play
- 1993 – Move - The E.P.
- 1995 – Disk
- 2007 – The Bioshock EP
- 2011 – Be the One

## Singoli
| Anno | Titolo                                                      | Classifiche | Classifiche | Classifiche | Classifiche | Classifiche | Album di provenienza                                               |
| Anno | Titolo                                                      | UK          | US          | US Dance    | US Alt.     | FRA         | Album di provenienza                                               |
| ---- | ----------------------------------------------------------- | ----------- | ----------- | ----------- | ----------- | ----------- | ------------------------------------------------------------------ |
| 1990 | Mobility                                                    | —           | —           | —           | —           | —           | Instinct Dance                                                     |
| 1992 | Go                                                          | 10          | —           | 18          | —           | —           | Moby                                                               |
| 1992 | Drop a Beat                                                 | —           | —           | 6           | —           | —           | Moby                                                               |
| 1992 | Next Is the E                                               | —           | —           | 8           | —           | —           | Moby                                                               |
| 1993 | I Feel It/Thousand                                          | 38          | —           | —           | —           | —           | Moby                                                               |
| 1993 | Move                                                        | 27          | —           | 1           | —           | —           | /                                                                  |
| 1993 | All That I Need Is to Be Loved                              | —           | —           | —           | —           | —           | Everything Is Wrong                                                |
| 1994 | Hymn                                                        | 31          | —           | 10          | —           | —           | Everything Is Wrong                                                |
| 1994 | Feeling So Real                                             | 30          | —           | 9           | —           | —           | Everything Is Wrong                                                |
| 1995 | Everytime You Touch Me                                      | 28          | —           | 17          | —           | —           | Everything Is Wrong                                                |
| 1995 | Into the Blue                                               | 34          | —           | —           | —           | —           | Everything Is Wrong                                                |
| 1995 | Bring Back My Happiness                                     | —           | —           | 10          | —           | —           | Everything Is Wrong                                                |
| 1996 | That's When I Reach for My Revolver                         | 50          | —           | —           | —           | —           | Animal Rights                                                      |
| 1996 | Come On Baby                                                | —           | —           | —           | —           | —           | Animal Rights                                                      |
| 1997 | James Bond Theme                                            | 8           | —           | 1           | —           | 41          | I Like to Score                                                    |
| 1998 | Honey                                                       | 33          | —           | —           | —           | —           | Play                                                               |
| 1999 | Run On                                                      | 33          | —           | —           | —           | —           | Play                                                               |
| 1999 | Bodyrock                                                    | 38          | —           | 6           | 26          | —           | Play                                                               |
| 1999 | Why Does My Heart Feel So Bad?                              | 16          | —           | —           | —           | —           | Play                                                               |
| 2000 | Natural Blues                                               | 11          | —           | 11          | 24          | 9           | Play                                                               |
| 2000 | Porcelain                                                   | 5           | —           | 14          | 18          | 99          | Play                                                               |
| 2000 | Why Does My Heart Feel So Bad/Honey (Remix featuring Kelis) | 17          | —           | —           | —           | —           | Play                                                               |
| 2001 | South Side (featuring Gwen Stefani)                         | —           | 14          | 16          | 3           | —           | Play                                                               |
| 2002 | Find My Baby                                                | —           | —           | —           | —           | 53          | Play                                                               |
| 2002 | We Are All Made of Stars                                    | 11          | —           | 19          | 22          | 40          | 18                                                                 |
| 2002 | Extreme Ways                                                | 39          | —           | 12          | —           | 53          | 18                                                                 |
| 2002 | In This World                                               | 35          | —           | 18          | —           | 22          | 18                                                                 |
| 2003 | In My Heart                                                 | —           | —           | —           | —           | 76          | 18                                                                 |
| 2003 | Sunday (The Day Before My Birthday)                         | —           | —           | —           | —           | —           | 18                                                                 |
| 2003 | Jam for the Ladies                                          | —           | —           | —           | —           | —           | 18                                                                 |
| 2004 | MKLVFKWR (con i Public Enemy)                               | —           | —           | —           | —           | —           | Make Love Fuck War                                                 |
| 2005 | Lift Me Up                                                  | 18          | —           | —           | —           | 6           | Hotel                                                              |
| 2005 | Raining Again                                               | —           | —           | —           | —           | —           | Hotel                                                              |
| 2005 | Spiders                                                     | 50          | —           | —           | —           | —           | Hotel                                                              |
| 2005 | Beautiful                                                   | —           | —           | —           | —           | 63          | Hotel                                                              |
| 2005 | Dream About Me                                              | —           | —           | —           | —           | —           | Hotel                                                              |
| 2006 | Slipping Away                                               | 53          | —           | —           | —           | —           | Hotel                                                              |
| 2006 | Slipping away (Crier la vie) (featuring Mylène Farmer)      | —           | —           | —           | —           | 1           | Go - The Very Best of Moby                                         |
| 2006 | Escapar (Slipping Away) (featuring Amaral)                  | —           | —           | —           | —           | —           | Go - The Very Best of Moby                                         |
| 2006 | New York, New York                                          | 43          | —           | 10          | —           | —           | Go - The Very Best of Moby                                         |
| 2007 | Extreme Ways (Bourne's Ultimatum)                           | 61          | —           | —           | —           | —           | The Bourne Ultimatum - Soundtrack                                  |
| 2008 | Alice                                                       | —           | —           | —           | —           | —           | Last Night                                                         |
| 2008 | Disco Lies                                                  | —           | —           | 1           | —           | —           | Last Night                                                         |
| 2008 | I Love to Move in Here                                      | —           | —           | 1           | —           | —           | Last Night                                                         |
| 2008 | Ooh Yeah                                                    | —           | —           | 3           | —           | —           | Last Night                                                         |
| 2009 | Shot in the Back of The Head                                | —           | —           | —           | —           | —           | Wait for Me                                                        |
| 2009 | Pale Horses                                                 | —           | —           | —           | —           | —           | Wait for Me                                                        |
| 2009 | Mistake                                                     | —           | —           | 19          | —           | —           | Wait for Me                                                        |
| 2009 | One Time We Lived                                           | —           | —           | —           | —           | —           | Wait for Me                                                        |
| 2010 | Wait for Me                                                 | —           | —           | —           | —           | —           | Wait for Me                                                        |
| 2011 | The Day                                                     | —           | —           | —           | —           | —           | Destroyed                                                          |
| 2011 | Lie Down in Darkness                                        | —           | —           | —           | —           | —           | Destroyed                                                          |
| 2011 | After                                                       | —           | —           | —           | —           | —           | Destroyed                                                          |
| 2012 | The Right Thing                                             | —           | —           | —           | —           | —           | Destroyed                                                          |
| 2012 | The Poison Tree                                             | —           | —           | —           | —           | —           | Destroyed                                                          |
| 2013 | The Lonely Night (featuring Mark Lanegan)                   | —           | —           | —           | —           | —           | Innocents                                                          |
| 2013 | A Case for Shame (featuring Cold Specks)                    | —           | —           | —           | —           | —           | Innocents                                                          |
| 2013 | The Perfect Life (featuring Wayne Coyne)                    | —           | —           | —           | —           | —           | Innocents                                                          |
| 2014 | Almost Home (featuring Damien Jurado)                       | —           | —           | —           | —           | —           | Innocents                                                          |
| 2014 | Rio                                                         | —           | —           | —           | —           | —           | /                                                                  |
| 2017 | In This Cold Place                                          | —           | —           | —           | —           | —           | More Fast Songs About the Apocalypse                               |
| 2017 | Like a Motherless Child                                     | —           | —           | —           | —           | —           | Everything Was Beautiful, and Nothing Hurt                         |
| 2018 | Mere Anarchy                                                | —           | —           | —           | —           | —           | Everything Was Beautiful, and Nothing Hurt                         |
| 2018 | This Wild Darkness                                          | —           | —           | —           | —           | —           | Everything Was Beautiful, and Nothing Hurt                         |
| 2018 | The Sorrow Tree (EastWest Session)                          | —           | —           | —           | —           | —           | Everything Was Beautiful, and Nothing Hurt (The EastWest Sessions) |

### Come Voodoo Child
- 1991 – Voodoo Child
- 1994 – Demons/Horses
- 1995 – Higher
- 1996 – Dog Heaven
- 2003 – Light Is In Your Eyes/Electronics
- 2003 – Take It Home/Strings

### Con altri alias
- 1983 – Hit Squad for God EP (col nome di Vatican Commandos)
- 1983 – Just a Frisbee (col nome di Vatican Commandos)
- 1989 – Time's Up (col nome di The Brotherhood)
- 1990 – Rock the House (col nome di Brainstorm and Mindstorm)
- 1991 – Drug Fits The Face (col nome di Barracuda)
- 1991 – U.H.F. (col nome di U.H.F.)
- 1995 – Why Can't It Stop? (col nome di Lopez)
- 1996 – Emptiness (col nome di Lopez)
- 1996 – Sugar Baby (col nome di DJ Cake)
- 1998 – 4 Lights (col nome di The Pork Guys)
- 1999 – Split (col nome di Schaumgummi)